# Lechfeldslaget
Lechfeldslaget d. 10. august 955 var endepunktet for Ungarnkrigene og Otto den Stores største militære sejr mod de ungarske ryttere, der før havde hærget igennem det meste af Mellemeuropa med deres plyndringstogter. Slaget om Lechfeld er opkaldt efter stedet det blev udkæmpet altså i trekanten ved Landsberg am Lech, Augsburg og Mering.
Sejren ved Lechfeld står som en af de mest betydende i den tyske historie og stod længe som det største militære opgør i det Tysk-romerske rige.
48°22′N 10°54′Ø / 48.37°N 10.9°Ø